# Amurrio Club
L'Amurrio Club è una società calcistica con sede nell'omonima cittadina nei Paesi Baschi, in Spagna. Gioca nella Tercera División RFEF, il quinto livello del campionato spagnolo.

## Stagioni
| Stagione    | Categoria      | Posizione |
| ----------- | -------------- | --------- |
| dal 1949-50 | Cat. Regionali | —         |
| al 1991-92  | Cat. Regionali | —         |
| 1992/93     | 3ª             | 6°        |
| 1993/94     | 3ª             | 1°        |
| 1994/95     | 2ªB            | 11°       |
| 1995/96     | 2ªB            | 20°       |
| 1996/97     | 3ª             | 4°        |
| 1997/98     | 2ªB            | 13°       |
| 1998/99     | 2ªB            | 7°        |
| 1999/00     | 2ªB            | 7°        |
| 2000/01     | 2ªB            | 4°        |

| Stagione | Categoria  | Posizione |
| -------- | ---------- | --------- |
| 2001/02  | 2ªB        | 7°        |
| 2002/03  | 2ªB        | 8°        |
| 2003/04  | 2ªB        | 7°        |
| 2004/05  | 2ªB        | 11°       |
| 2005/06  | 2ªB        | 16°       |
| 2006/07  | 2ªB        | 20°       |
| 2007/08  | 3ª         | 3°        |
| 2008/09  | 3ª         | 2°        |
| 2009/10  | 3ª         | 8°        |
| 2010/11  | 3ª         | 19°       |
| 2011/12  | Preferente | —         |

## Statistiche

### Partecipazioni ai campionati
- 2ª División: 0 stagioni
- 2ª División B: 12 stagioni
- 3ª División: 7 stagioni

## Palmarès

### Competizioni nazionali
- Tercera División: 1

1993-1994

### Altri piazzamenti
- Tercera División:

Secondo posto: 2008-2009
Terzo posto: 2007-2008